# جامعة بيوجت ساوند
جامعة بيوجت ساوند (أو بوجيه ساوند) (بالإنجليزية: University of Puget Sound)‏، هي كلية خاصة للفنون الحرة تأسست في تاكوما - واشنطن عام 1888. تقدم المؤسسة مجموعة متنوعة من الشهادات الجامعية، بالإضافة إلى خمسة برامج للدراسات العليا في الإرشاد، والتعليم، والعلاج المهني، والعلاج الطبيعي، والصحة العامة.
تنافس برامج بوجيت ساوند الرياضية في مؤتمر القسم الثالث الشمالي الغربي التابع للجمعية الوطنية لألعاب القوى الجماعية. تعد جامعة بوجيت ساوند أيضًا الكلية الوطنية المستقلة الوحيدة للفنون الليبرالية في شمال غرب المحيط الهادئ، والتي تضم كلية للموسيقى، وكلية إدارة الأعمال، والقيادة.

## تاريخها
تأسست الجامعة من قبل الكنيسة الأسقفية الميثودية عام 1888 وسط مدينة تاكوما. جاءت فكرة إنشاء الكلية في تاكوما من قبل تشارلز هنري فاولر، الذي كان في السابق رئيسًا لجامعة نورث وسترن. كان فاولر في تاكوما لحضور مؤتمر ميثودي عندما تحدث عن رؤيته لمؤسسة تعليمية مسيحية في المنطقة. أصدر المؤتمر تقريرا:
تنافست مدينتان على موقع بناء المدرسة وهما: بورت تاونسند، وتاكوما. قررت اللجنة في النهاية بأن يكون مقرها تاكوما. وُضِع ميثاق وقُدِّم في أولمبيا بتاريخ 17 مارس 1888. يمثل هذا التاريخ البداية القانونية للمدرسة. في هذا الوقت، كان الاسم القانوني للمدرسة هو جامعة بيوجت ساوند (The Puget Sound University). افتتحت مدرسة بيوجت ساوند أبوابها في شهر سبتمبر عام 1890 واستقبلت 88 طالبًا.
تميزت بدايات المدرسة بالقناعة الأخلاقية: فقد حُذِّر الطلاب من تناول المشروبات الكحولية المسكرة، وزيارة الصالونات، والقمار، وتعاطي التبغ، ورسم الرسومات، أو الكتابات الفاحشة على مرافق الكلية. كانت للمؤسسة أيضًا بداية مضطربة ماليًا. لم يكن هناك وقف مالي، وكثيرًا ما كانت المدرسة تكافح من أجل الحصول على أموال لدفع أجور الأساتذة. قامت الجامعة بنقل مواقعها ثلاث مرات خلال 13 عامًا، وفي أحد المرات، دُمجت المدرسة مع جامعة بورتلاند (الحرم الجامعي السابق أصبح الآن جامعة بورتلاند). افتتحت بعد عام (1899) مرة أخرى في تاكوما في شارع 9 وشارع جي. في عام 1903، ولدت المدرسة من جديد وأعيد دمجها ككيان مختلف وأمناء مختلفين واسم مختلف: جامعة بيوجت ساوند (University of Puget Sound).

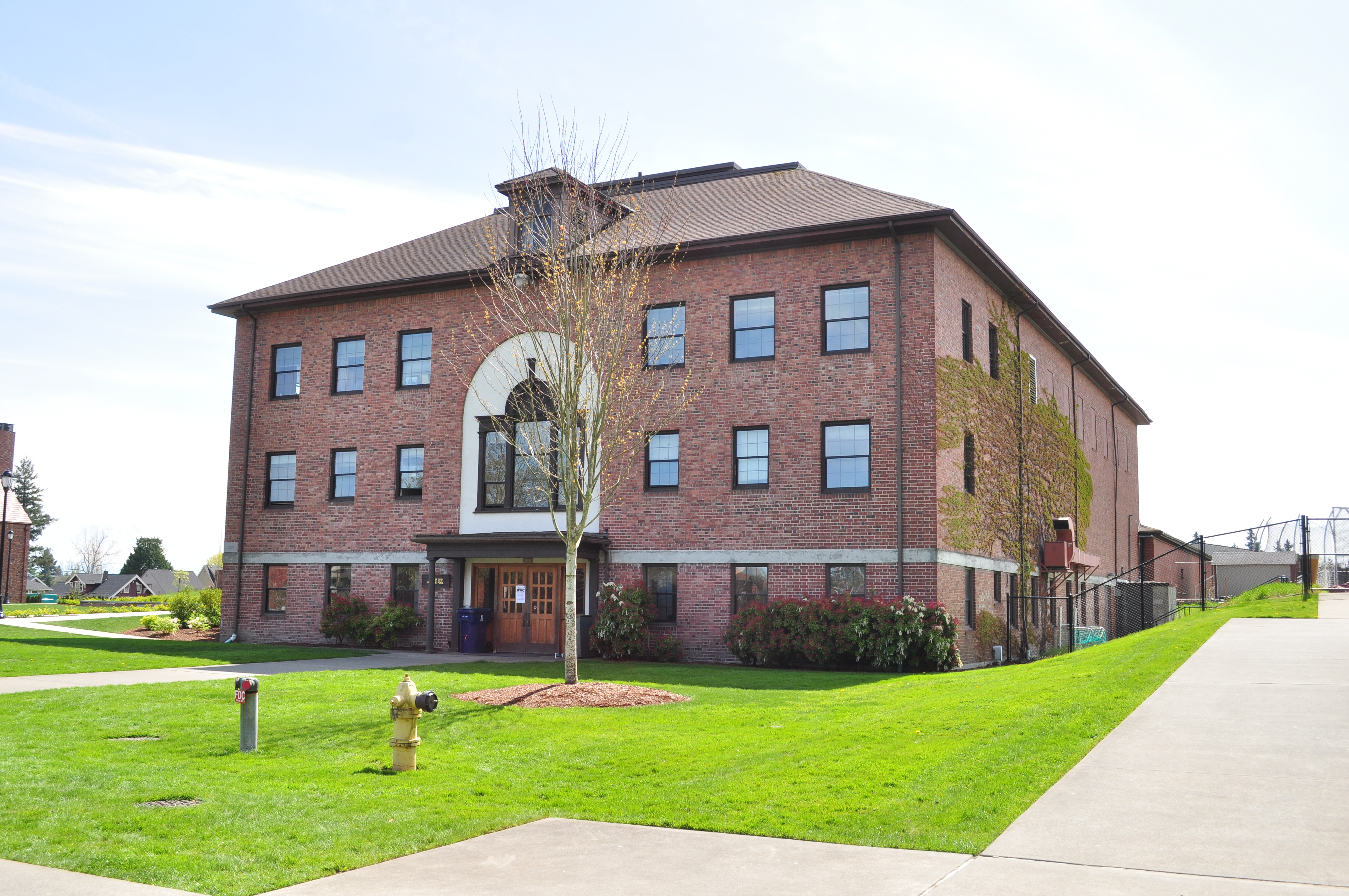
وارنر جيم، أحد المباني الأصلية التي بنيت عام 1924

تغير طابع المدرسة بشكل كبير خلال رئاسة إدوارد تود (1913-1942)، الذي عمل بلا كلل لتحقيق الاستقرار المالي والأكاديمي. خلال فترة ولايته، بدأت "حملة المليون دولار"، حيث جُمِع مبلغ 1,022,723 دولاراً لدعم المباني والمعدات والأوقاف في الجامعة. وبهذه الأموال، انتقل الحرم الجامعي في عام 1924 إلى موقعه الحالي في الطرف الشمالي السكني من مدينة تاكوما مع خمسة مباني، مما وضع نغمة أسلوبية للمؤسسة. وفي عام 1914، تغيّر اسم المؤسسة ليصبح كلية بيوجت ساوند.
قاد الرئيس فرانكلين طومسون (1942-1973) توسعًا ماديًا ومؤسسيًا هائلاً: خلال هذه الحقبة شُيِّدت جميع مباني المؤسسة تقريبًا. في عام 1960، تغير اسم المؤسسة من كلية بيوجت ساوند إلى جامعة بيوجت ساوند (University of Puget Sound)، وهو الاسم الذي تعرف به اليوم.
ترأس فيليب فيبس الجامعة بين عامي عام 1973-1992، وسعى إلى تغيير نغمة بيوجت. في عام 1980، تخلت المؤسسة عن ارتباطها بالكنيسة الميثودية، وتولى مجلس أمناء مستقل المسؤولية المالية الكاملة للمؤسسة. خلال هذا العام أيضًا، بدأت المؤسسة في التركيز على التعليم الجامعي، والإلغاء التدريجي لجميع البرامج خارج الحرم الجامعي، باستثناء كلية الحقوق ومعظم برامج الدراسات العليا. خلال هذا الوقت توسعت مجموعات المكتبة وهيئة التدريس بشكل كبير.
مع وصول الرئيسة سوزان ريسنيك بيرس لرئاسة الجامعة في الفترة (1992-2003)، بيعت كلية الحقوق على الفور إلى جامعة سياتل، في خطوة صممت لتركيز موارد المؤسسة على حرمها الجامعي. خلال فترة عملها، أكملت المؤسسة ما يقرب من 100 مليون دولار من أعمال البناء والتجديد. جُدِّدت مكتبة كولينز التذكارية وأربعة مباني أكاديمية، كما شُيّدت قاعة وايت لاستيعاب الاحتياجات المتزايدة من الفصول الدراسية والمساحات المكتبية لقسم العلوم الإنسانية. أُنشِئت أيضاً قاعة تريمبل ريزيدنس، مما رفع نسبة إقامة الطلاب داخل الحرم الجامعي إلى 65%. ارتفعت درجات اختبار SAT من 1067 إلى 1253 وتضاعف الوقف لأكثر من ثلاث مرات.
كان رونالد توماس رئيس بيوجت ساوند من عام 2003 إلى أوائل عام 2016، والذي أطلق عليه العديد من الطلاب بمودة "رون توم" - وهو عالم في الأدب الفيكتوري، ونائب الرئيس السابق لكلية ترينيتي.
في فبراير 2016، وبعد تقاعد توماس، أعلنت المؤسسة عن اختيارها لـ إشيا كروفورد ليكون رئيسها القادم. تولى الرئيس كروفورد منصبه في الأول من يوليو 2016.

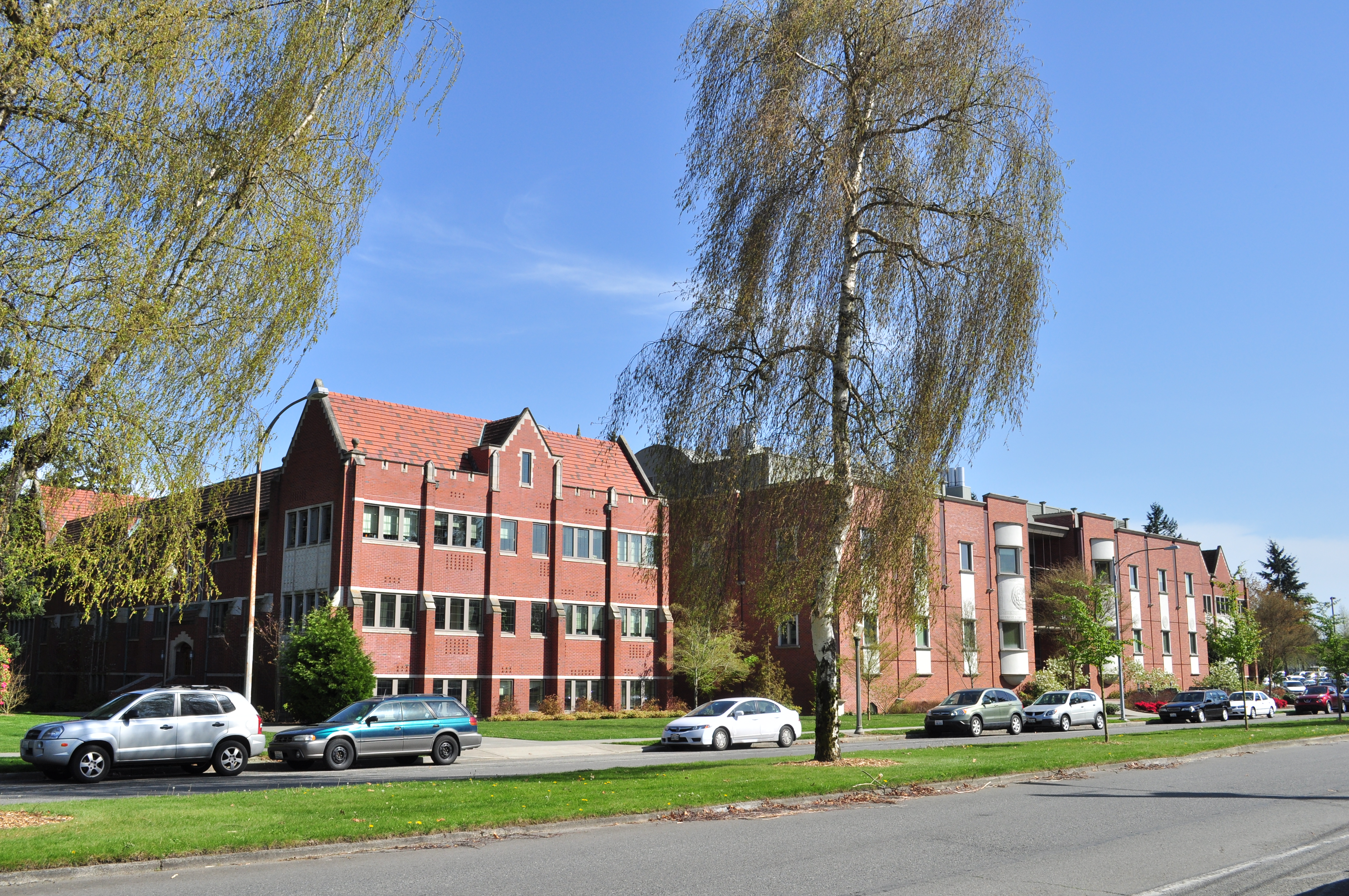
قاعات هارنيد وطومسون، على طول شارع الاتحاد. تقع القاعات في المنتصف، مع أجنحة وطومسون على كلا الجانبين.

خضع قاعات طومسون، والتي تعتبر موطن العلوم في المؤسسة، لعملية تجديد كبيرة، بما في ذلك بناء جناح جديد (قاعة هارند، اكتمل عام 2006) على الجانب الغربي للمبنى مقابل شارع الاتحاد، وخضعت لتجديدات واسعة النطاق للأجنحة الحالية والفناء، للسماح بمختبرات ومرافق مطورة. اكتمل المشروع في منتصف عام 2008. يُعرف المجمع بأكمله الآن محليًا باسم "مركز العلوم في بيوجت ساوند". تحتوي ساحة الفناء المغلقة بالكامل الآن على هيكل زجاجي مذهل حيث يقع مقهى أوبنهايمر (Oppenheimer Cafe).
في خريف عام 2013، افتتحت الجامعة قاعة توماس، وهي قاعة إقامة لطلاب القسم العلوي تضم 11 "منزلًا" نُظِّمت حول خمسة برامج سكنية أكاديمية: برنامج العلوم الإنسانية، والقيادة البيئية الخارجية، والتعلم التجريبي الدولي، وريادة الأعمال، وبرنامج الشرف. تتسع القاعة لـ 135 طالبًا، وتتضمن غرفة ندوات وأربع دراسات ومساحة للفعاليات والاجتماعات تتسع لحوالي 150 شخصًا، حيث تستوعب المناسبات الخاصة ومحاضرات الضيوف، والعروض، وغيرها.

## الرؤساء
1. وليام د. تايلر (1888–1890)
2. فليتشر ب. تشيرينغتون (1890–1892)
3. كروفورد ر. ثوبورن (1892–1899)
4. ويلموت ويتفيلد (1899–1901)
5. تشارلز أو. بوير (القائم بأعمال الرئيس، 1901–1903)
6. إدوين إم راندال جونيور (1903–1904)
7. جوزيف إي. ويليامز (1904–1907)
8. لي إل بينبو (1907–1909)
9. جوليوس كريستيان زيلر (1909–1913)
10. إدوارد تود (1913–1942)
11. ر. فرانكلين طومسون (1942-1973)
12. فيليب إم فيبس (1973-1992)
13. سوزان ريسنيك بيرس (1992-2003)
14. رونالد ر. توماس (2003-2016)
15. إيزيا كروفورد (2016-)

## حرم الجامعة
يقع الحرم جامعة بيوجت ساوند في شمال تاكوما بواشنطن، بمنطقة سكنية في المقام الأول على بعد بضع دقائق سيرًا على الأقدام من منطقة بروكتور، ومنطقة الجادة السادسة.

يشمل الحرم الجامعي بشكل رئيسي مباني من الطوب على الطراز المعماري القوطي تيودور. رُتبت المباني في الغالب إلى رباعيات. المربعات الثلاثة الرئيسية هي رباعية الشمال ورباعية الجنوب، والتي تحتوي على قاعات سكنية، ورباعية كارلين، التي تحتوي على قاعة جونز، ومكتبة كولينز التذكارية، ومبنى الموسيقى. صممت المكتبة من قبل المهندس المعماري تاكوما سيلاس إي نيلسن عام 1954. وجُدِّدت في وقت لاحق.

### المباني الأكاديمية
سُميت قاعة هارند على اسم الخريج والمطور العقاري المحلي (HC "Joe" Harned)، في 29 سبتمبر 2006. تبلغ مساحة المبنى 51,000 قدم مربع (4,700 م2) وتكلفة إنشائه بلغت 25 مليون دولار. جاءت عملية تصميم المبنى وبنائه لتلبية معايير LEED الفضية الصادرة عن مجلس المباني الخضراء الأمريكي . يحتوي المبنى على مختبرات للأحياء، والجيولوجيا، والكيمياء، وعلوم البيئة، والفيزياء، بمساحة 10,000-قدم-مربع (930 م2)، ويحتوي على فناء به شرفة زجاجية بلورية في الوسط، وبندول فوكو من تصميم آلان ثورندايك، بالإضافة إلى هيكل عظمي للحوت الرمادي اسمه ويلي.

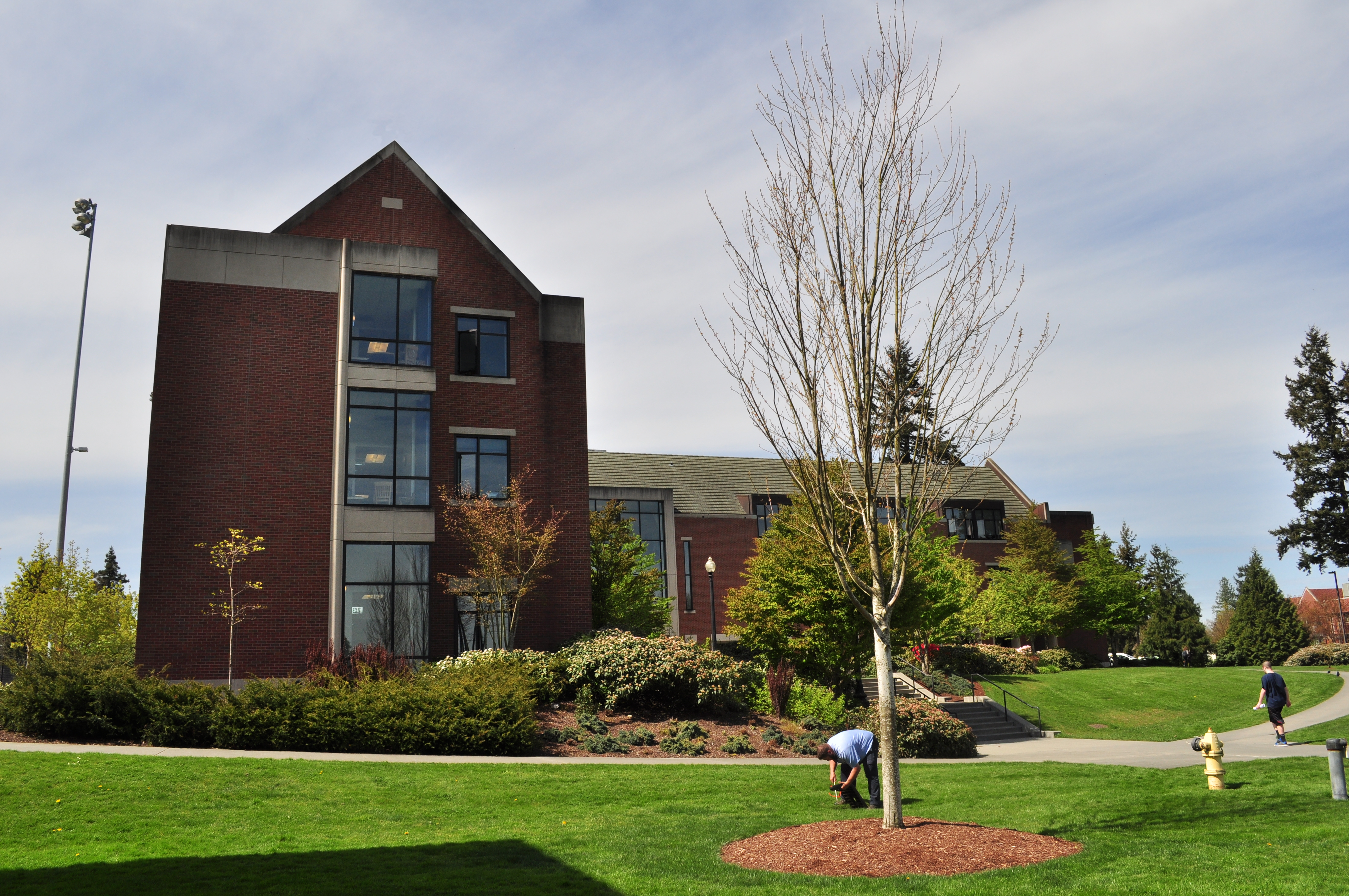
قاعة وايت

بعد الانتهاء من قاعة هارند، بدأت المؤسسة في تجديد قاعة طومسون (المبنى العلمي القديم) بتكلفة 38 مليون دولار. تُشكل قاعات هارند وطومسون مربعًا به فناء في المنتصف، ويُطلق عليهما معًا اسم مركز العلوم. تبلغ مساحة قاعة طومسون 121,000 قدم مربع (11,200 م2)، وبني في الأصل عام 1968. انتهت عملية تجديده في ربيع عام 2008.
قاعة وايت، هي ثاني أحدث مبنى أكاديمي في الحرم الجامعي اعتمد عام 2003. ويضم أقسام اللغة الإنجليزية، والتاريخ، واللغات الأجنبية والأدب، والسياسة والحكومة، والفلسفة، ومرتبة الشرف، والعلوم والتكنولوجيا والمجتمع، والكلاسيكيات، وأقسام الدين. تُجرى العديد من الفصول الدراسية في المبنى على طراز الندوات، أي دائرة من الطاولات التي يجلس عليها الطلاب لتشجيع المناقشة بين الطالب والأستاذ كشكل بديل عن المحاضرات التقليدية. يتميز المبنى بفن زجاجي من تصميم ديل تشيهولي، والذي يمثل أوراق اللبلاب التي تغطي مباني الحرم الجامعي.
يعد مركز ويلوك للطلاب، المعروف باسم "SUB" (مبنى اتحاد الطلاب)، المحور الرئيسي للحياة في الحرم الجامعي لجامعة بيوجت ساوند. ويتميز بوجود قاعة مستديرة تستخدم للمحاضرات والمناسبات التي يقدم فيها الطعام، وKUPS (محطة راديو الحرم الجامعي)، والكافتيريا ومنطقة تناول الطعام، وDiversions Cafe (مقهى يديره الطلاب)، وThe Cellar (صالون بيتزا يديره الطلاب)، وLogger متجر (محل لبيع الهدايا لغنيمة الكلية).

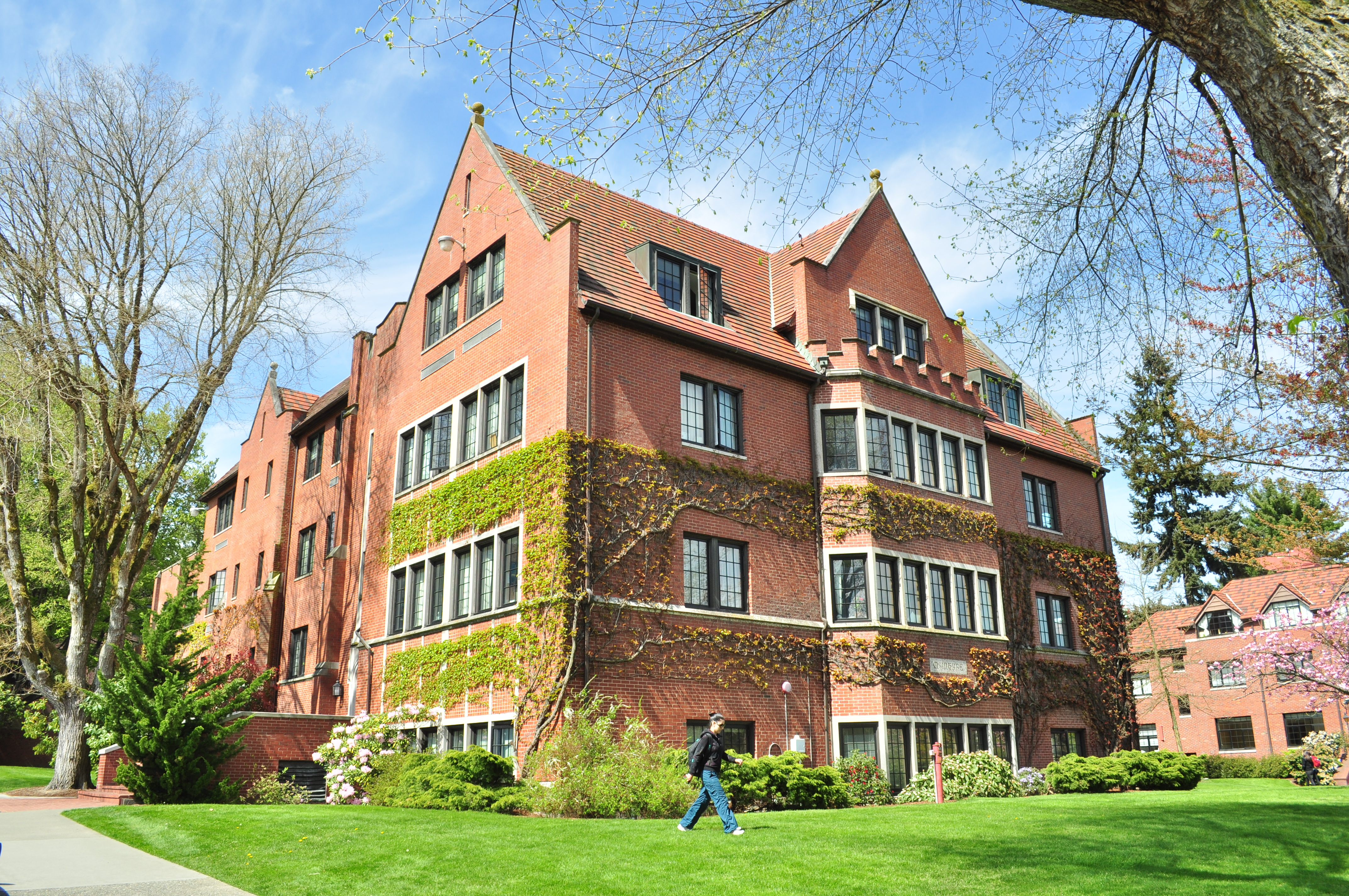
قاعة ماكنتاير

تشمل المباني الأخرى قاعة ماكنتاير، مقر كلية إدارة الأعمال والقيادة، وأقسام الاقتصاد وعلم الاجتماع والأنثروبولوجيا، والاقتصاد السياسي الدولي ؛ بالإضافة إلى قاعة هوارث، موطن كلية التربية، ومكتب التنوع والشمول، وخدمات التوظيف والتوظيف، وغيرها؛ كما تشمل قاعة جونز، والتي تعتبر موطن فنون المسرح ودراسات الاتصال والعديد من المكاتب الإدارية، بما في ذلك مكتب الرئيس؛ وأيضاً مبنى الموسيقى (وهو المبنى الوحيد في الحرم الجامعي الذي شيد بدون اسم). وقاعة كيتريدج، المبنى الأصلي لاتحاد الطلاب، يضم الآن قسم الفنون ومعرض كيتريدج. المعرض الآن تابع لمتحف تاكوما للفنون.
تضم مكتبة كولينز التذكارية أكثر من 400.000 كتاب، وأكثر من 130.000 دورية، وتعتبر مستودع جزئي للحكومة الفيدرالية، كما أنها تحتوي على مقتنيات كبيرة من الأشكال المصغرة. سُميت المكتبة على اسم الوصي السابق إيفريل كولينز. بُني مبنى المكتبة الحالي عام 1954، وأجريت عليه المزيد من الإضافات عام 1974. في عام 2000، جلبت عملية تجديد كبيرة تكنولوجيا جديدة وموارد إعلامية إلى مساحات المكتبة، مما جعلها واحدة من أماكن تجمع الطلاب الأكثر شعبية في الحرم الجامعي.
بدأ إنشاء مركز (William T. and Gail T. Weyerhaeuser) للعلوم الصحية في ربيع عام 2010. بمساحة قدرها 42,500 قدم مربع (3,950 م2)، حيث يوفر المركز الموارد والمرونة اللازمة لدعم مجالات الدراسة الجديدة في مجالات الصحة والعلوم السلوكية. صُمم المركز خصيصًا لتشجيع التفاعل متعدد التخصصات، ويضم أقسامًا جامعية في بيوجت ساوند في علوم التمارين وعلم النفس، وبرامج الدراسات العليا في العلاج المهني والجسدي، وبرنامج متعدد التخصصات في علم الأعصاب. صُممت قاعة وييرهاوزر من قبل بوهلين سيوينسكي جاكسون/سياتل، وهي تتوافق مع المعايير الفضية لقيادة مجلس المباني الخضراء الأمريكي في مجال الطاقة والتصميم البيئي (LEED).

### المباني السكنية

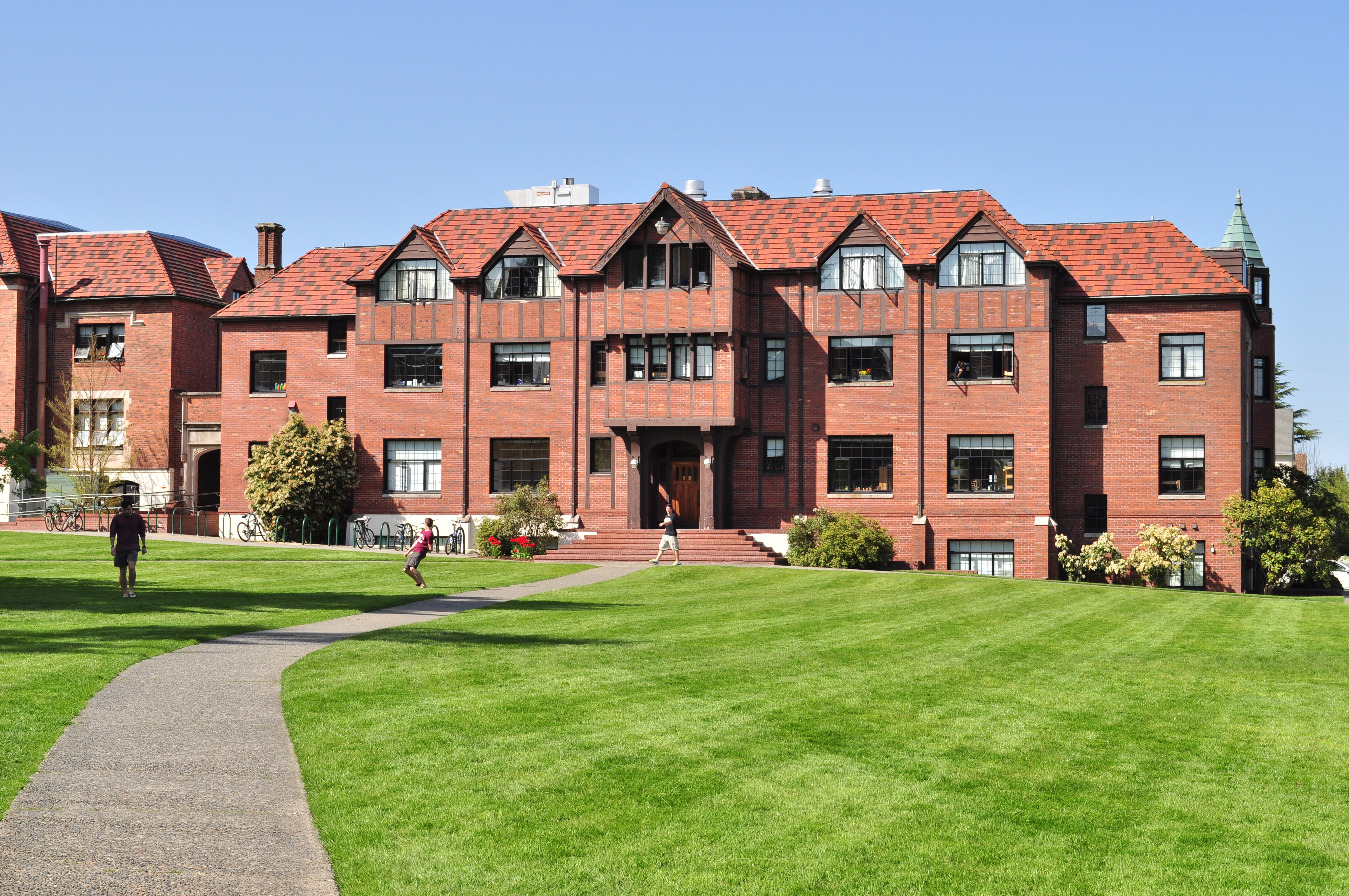
قاعة شيف ريزيدنس

تشكل هولات هارينغتون، شيف، أندرسون/لانغدون، سميث، وأوبنهايمر ما يُعرف بـ "الرباعية الشمالية"، بينما تشكل هولات تود/فيبس، ريجستر، سيوارد، تريمبل، وهول توماس ما يُعرف بـ "الرباعية الجنوبية." طوابق الثيمات، التي تمتد إلى الجهة الجنوبية للحرم الجامعي، تحتوي على حوالي 20 بيتًا ذو ثيمات مختلفة يمكن للطلاب التقديم للإقامة فيها. يعتبر بيت الموسيقى البيت الأقدم من حيث المدة، حيث بدأ في عام 1989. بعد بيت الموسيقى، يعتبر كل من الأوتهاوس وبيت العدو والركض أحد أطول البيوت الدائمة. هناك أيضًا حوالي 55 بيتًا تابعًا للجامعة وغير متعلقة بأي ثيمة.
يعيش حاليًا حوالي 65٪ من طلاب الجامعة في الحرم الجامعي. حيث يُطلب منهم العيش في الحرم الجامعي خلال أول عامين من تسجيلهم في المؤسسة.
في عام 2009، قامت المؤسسة بترقية عرض النطاق الترددي للإنترنت السكنية بأكثر من ضعفين، وذلك إلى 100 ميجابت في الثانية. في تلك الفترة، أُنشئ اتصال جديد مع شبكة التعليم في ولاية واشنطن (K-20 Educational Network)، مما أسهم في رفع إجمالي عرض النطاق الترددي للمؤسسة إلى 150 ميجابت في الثانية. وفي الأعوام التالية، أجريت ترقيات إضافية في النطاق الترددي، حيث وصل نطاق الطلاب إلى 250 ميجابت في الثانية خلال العام الأكاديمي 2012-2013.

## الأكاديميين
تقدم المؤسسة أكثر من خمسين مجالًا تقليديًا وغير تقليدي للدراسة في مجال الفنون والعلوم الليبرالية، بالإضافة إلى تقديمها لبرامج دراسات عليا في العلاج المهني، والعلاج الطبيعي، والتعليم. وقد أطلقت مؤخرًا برنامج الماجستير في الصحة العامة. نسبة الطلاب إلى أعضاء هيئة التدريس هي 12 إلى 1.

### التصنيف والسمعة
في عام 2012، اختيرت بيوجت ساوند كواحدة من أربعين مدرسة على مستوى البلاد في دليل الكليات التي تغير الحياة : 40 مدرسة ستغير طريقة تفكيرك في الكليات. يستشهد الدليل بالمنهج الديناميكي للكلية، والتفاعل الوثيق بين الطلاب والأساتذة، والموقع المثالي للمدرسة، والنجاح الدائم لخريجيها، كصفات تميزها عن المدارس الأخرى.
صُنِّفت الجامعة كواحدة من أفضل خمس كليات فنون ليبرالية صغيرة من حيث عدد الخريجين الذين يشاركون في فيلق السلام . واحتلت المرتبة الأولى عام 2007.
صُنف أساتذة جامعة بيوجت ساوند كأفضل أساتذة في ولاية واشنطن لسبع مرات من قبل مؤسسة كارنيجي لتقدم التدريس، ومجلس تطوير ودعم التعليم .

### القبول
بالنسبة لتسجيل دفعة 2022 (التسجيل في خريف 2018)، وصل إلى جامعة بيوجت ساوند 5,730 طلبًا للالتحاق بمختلف الكليات، وقبلت 3,060 (58.3%) منها، وسجلت 653 طالبًا. بالنسبة للطلاب الجدد الذين التحقوا، كان النطاق المتوسط 50٪ من درجات اختبار SAT هو 1230-1450، وكان نطاق ACT المركب 27-32، وكان متوسط درجة المدرسة الثانوية 3.70.

### البرامج الدولية
ترعى المؤسسة برامج الدراسة بالخارج في الأرجنتين، أستراليا، النمسا، تشيلي، الصين، كوستاريكا، الدنمارك، إنجلترا، فرنسا، ألمانيا، اليونان، أيرلندا، إيطاليا، اليابان، هولندا، نيوزيلندا، منطقة المحيط الهادئ، اسكتلندا، إسبانيا، تايوان، وويلز.
يعد البرنامج في منطقة المحيط الهادئ، المعروف باسم (PacRim)، أو برنامج السفر للدراسة في منطقة المحيط الهادئ / آسيا (PRAST) فريدًا لشركة بيوجت ساوند. يجري اختيار مجموعة مكونة من خمسة عشر إلى خمسة وعشرين طالبًا كل ثلاث سنوات، لقضاء فصلين دراسيين في السفر، والدراسة، والبحث في ثماني دول آسيوية. يجب أن يكون الطلاب قد أخذوا ثلاث دورات في برنامج الدراسات الآسيوية، وأكملوا دورة القراءات المخصصة من قبل المدير. على مدى 40 عامًا من تاريخ البرنامج، زار الطلاب: منغوليا، وجمهورية الصين الشعبية، واليابان، وكوريا الجنوبية، والهند، ونيبال، وفيتنام، وتايلاند، وكمبوديا، وماليزيا، وسريلانكا، وإندونيسيا، وبابوا، غينيا الجديدة، وفيجي، وأستراليا، ونيوزيلندا، وإيران، ويوغوسلافيا . كان من بين المحاضرين السابقين: يوهان جالتونج ، وكين يانج ، وإم إس ناجاراجا راو، وجاك ويذرفورد، والدالاي لاما الرابع عشر، وسوستي سري شاروكيرثي بهاتاراكا، وأوجين ترينلي دورجي، وخيونجلا راتو رينبوتشي، وسوجيال رينبوتشي.

## ألعاب القوى

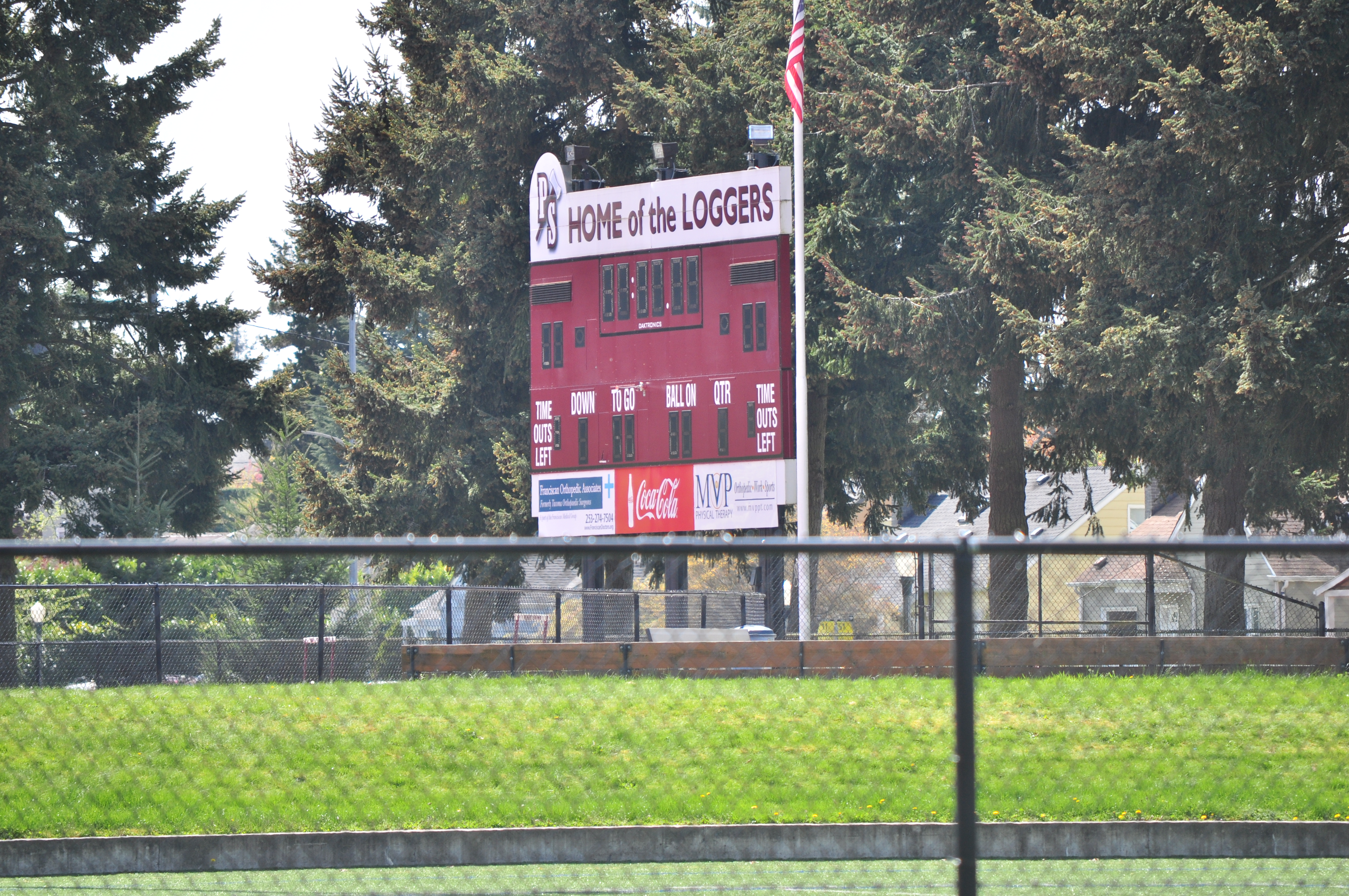
لوحة النتائج - ملعب بيتون

تُعرف فرق بيوجت ساوند لألعاب القوى باسم "الحطابين (Loggers)" مع "Grizz the Logger" باعتباره التميمة الخاصة بهم. يشارك الحطابون في مؤتمر الشمال الغربي، التابع للرابطة الوطنية لرياضة الجامعات (NCAA) في القسم الثالث، ويتنافسون مع جامعة جورج فوكس، وكلية لويس وكلارك، وكلية لينفيلد، وجامعة المحيط الهادئ، وجامعة المحيط الهادئ اللوثرية، وكلية ويتمان، وجامعة ويتوورث، وجامعة ويلاميت.

### الرياضات الجامعية
تقدم مؤسسة بيوجت ساوند ثلاثة وعشرين فريقًا رياضيًا مختلفاً في العديد من الرياضات مثل: البيسبول للرجال، كرة السلة للرجال والسيدات، طاقم الرجال والسيدات، الجري الطويل للرجال والسيدات، كرة القدم للرجال، الجولف للرجال والسيدات، لكروس للسيدات، كرة القدم للرجال والسيدات، الكرة اللينة للسيدات، السباحة للرجال والسيدات، والتنس للرجال والسيدات، وألعاب المضمار والميدان الداخلية والخارجية للرجال والسيدات، والكرة الطائرة للسيدات. كان مدرب المنتخب الوطني لكرة القدم السابق بروس أرينا قد بدأ تدريبه في بيوجت ساوند عام 1976 كرئيس لفريق كرة القدم للرجال في الجامعة.

### النوادي الرياضية
توجد فرق كرة قدم للرجال والسيدات، بالإضافة إلى نادي لاكروس للرجال (الذي ينافس في دوري لاكروس الجماعي بشمال غرب المحيط الهادئ). تضم المؤسسة أيضًا فريق ألتميت لنادي الرجال المعروف باسم "Postmen" وفريق ألتميت للنادي النسائي المعروف باسم "Clear Cut".
تشتهر مؤسسة بيوجت ساوند بنادي الرجبي الناجح للرجال. والذي حقق نجاحًا إقليميًا ووطنيًا خلال المواسم الثلاثة الماضية تحت قيادة المدرب مارك سوليفان. احتل النادي في عام 2012 المرتبة العاشرة على مستوى الدولة في لعبة الرجبي الجامعية الصغيرة، وسافر إلى جامعة كال ماريتايم في فاليجو، كاليفورنيا للمشاركة في البطولة الإقليمية. يُعزى نجاح نادي الرجبي للرجال إلى العمل الجاد الذي يبديه اللاعبون والتفاني المستمر لمدربيهم. نشأ تنافس شديد بين نادي بيوجت ساوند للرجبي، ونادي الرجبي بجامعة سياتل. حقق فيه نادي بيوجت ساوند (والمعروف باسم كأس سيتاك) ثمانية انتصارات متتالية على منافسيه. في عام 2012، أدى الفوز على جامعة سياتل إلى حسم مركز فريق الحطابين في التصفيات.
تأسس فريق الهوكي "حطابون بيوجت ساوند (Puget Sound Loggers)" في عام 2005 وهو حاليًا فريق (ACHA Division II). ومن أبرز انتصارات الفريق الفوز على جامعة واشنطن هاسكي في سلسلة من 3 مباريات في موسم 2006-2007، وعلى غونزاغا بولدوجز في موسم 2007-2008. يدعم فريق الهوكي "الحطابون"، من قبل هيئة الطلاب ASUPS (الطلاب المنتسبون بجامعة بيوجت ساوند) ومبيعات التذاكر للألعاب المنزلية. تُلعب المباريات المنزلية حاليًا في ساحة سبرينكر الجليدية (Sprinker Ice Arena) في جنوب تاكوما. يأتي اللاعبون من الجسم الطلابي، ويتألف معظمهم من طلاب ينحدرون من كندا، وواشنطن، وكولورادو، ومينيسوتا، والولايات الواقعة على الساحل الشرقي.

### الإنجازات
في مباراة كرة القدم ضد جامعة لينفيلد في 21 أكتوبر 2023، أصبحت لاعبة الخط الخلفي ليلي جودوين أول امرأة تسجل تدخلاً فرديًا في تاريخ الجمعية الوطنية للأنشطة الرياضية الجامعية (NCAA). شاركت جودوين لحظة التدخل التي قامت بها وتاريخها في عالم كرة القدم في مقابلة تلفزيونية حية مع King5 News.
حققت فرق بيوجت ساوند الرياضية درجة معينة من النجاح في السنوات الأخيرة:
- فاز فريق كرة السلة للرجال بثلاث بطولات متتالية لمؤتمر الشمال الغربي بدءًا من عام 2004، بمتوسط نسبة فوز 0.826 خلال مواسم 2004 و2005 و2006. في عام 2005، هزم فريق Division III Loggers القسم الأول Highlanders من جامعة كاليفورنيا، ريفرسايد ، مما جعله أول هزيمة لهم في القسم الأول منذ السبعينيات. في الموسم العادي لعام 2009، حقق فريق Loggers فوزًا غير مهزوم بنتيجة 16-0 في مباراة Northwest Conference، ليصبح أول فريق في تاريخ المؤتمر يفعل ذلك، ويحصل على لقب المؤتمر في هذه العملية.[32]
- من عام 1992 إلى عام 1995، كان فريق بيوجت ساوند للسيدات عبر الضاحية بطلاً وطنيًا. حصل هذا السباق الهائل الذي دام 4 سنوات على جائزة أفضل مدرب لهذا العام للمدرب سام رينغ في [33] 1993.
- احتل فريق كرة القدم للسيدات المركز الثاني على مستوى الدولة عام 2004 وأنهى موسم 2005 بالمرتبة الخامسة على المستوى الوطني.[34]
- فاز فريق السباحة النسائي ببطولة مؤتمر الشمال الغربي لمدة أحد عشر عامًا متتالية، من عام 1997 حتى عام 2007، قبل أن يحتل المركز الثاني في النهاية بعد جامعة ويتوورث في عام 2008. يظل هذا سجلاً لمؤتمر الشمال الغربي.[35] استعادت نساء The Logger لقبهن في عام 2009.
- وصل فريق كرة السلة النسائي إلى القسم الثالث النخبة 8 في موسم 2007 بعد إزعاج جامعة ماكموري في المرتبة رقم 12 وجامعة هوارد باين في المرتبة الثانية. لقد أنهوا المركز العاشر بشكل عام.[36]
- حصل الطاقم النسائي على عرض للمنافسة في بطولة القسم الثالث للتجديف كل عام منذ عام 2003. احتل الفريق المركز الثاني في الترتيب العام في عام 2003 والثالث في عام 2008، وكذلك المركز الرابع في أعوام 2004 و2005 و [37]

## الحياة الطلابية

### التقاليد والأحداث
مجموعة الرقص التمثيلي (RDG) هي عرض رقص غير تنافسي يُقام في نهاية كل فصل دراسي، وهو تمامًا منظم ومُخرج ومُقدم من قبل الطلاب. تعتبر RDG تقليدًا يمتد لمدة تقرب من 30 عامًا للاحتفال بالحركة والتعبير لراقصين من مختلف مستويات الإلمام بالفن. كما أنها أكبر مجموعة طلابية من حيث عدد الأعضاء في المؤسسة.
في عام 2013، احتفلت بيوجت ساوند بالذكرى السنوية الـ125 لتأسيسها بسلسلة من الأحداث الخاصة وبرامج الذكرى السنوية والذكريات المشتركة بواسطة الحطابون في الماضي والحاضر. احتفالًا بمرور 125 عامًا في المجتمع، أعلنت عمدة تاكوما مارلين ستريكلاند أن يوم 17 مارس 2013 هو "يوم جامعة بيوجت ساوند".
"لوج جام!" هو احتفال يمتد عبر الحرم الجامعي ويُختتم في أول أسبوع من فصل الخريف. ترتب الطاولات حول حافة حقل تود والحديقة الخارجية للفعاليات، حيث يُسمح للأندية والفرق بتجهيز مكان لجذب أعضاء محتملين.
المتع الحمقاء (Foolish Pleasures)، هو مهرجان سينمائي طلابي سنوي يعرض الأفلام التي كتبها وأخرجها ومثلها وأنتجها الطلاب.

#### فأس الحطاب
فأس الحطاب أو الخصين، هي الرمز الرسمي لفرق الرياضة في جامعة بيوجت ساوند. اكتُشفت لأول مرة في عام 1906 عندما كان الطلاب يحفرون في إحدى الحظائر في الحرم القديم. قرروا نقش سنة فصلهم فيها، وأصبحت هذه فعلًا تقليديًا، حيث كان يقوم الطلاب الراغبون في الانضمام إلى الفرق الرياضية بتسليم فأس الحطاب إلى الطلاب من الدفعة السنوية الذين يصبحون في السنة الدراسية الأعلى في حفل التكريم الخاص بهم. تحول ذلك إلى منافسة، حيث يحاول كل فصل الاحتفاظ بفأس الحطاب لأطول فترة ممكنة. اختفت لمدة 15 عامًا حتى أُرسلت بشكل مجهول إلى الرئيس السابق آر فرانكلين تومبسون. عرضها تومبسون في حالة تكريم في قاعة جونز، حيث اختفت بشكل غامض مرة أخرى، لتظهر من جديد في لعبة العودة إلى الوطن في عام 1988. في عام 1998، تفاوض على عودة الفأس من خلال وسيط، وعرضت بشكل دائم في حافظة عرض في مركز الطلاب ويلوك. سُرقت في عام 1999 خلال إنذار كاذب بالحريق في إحدى السكنات.
في 30 سبتمبر 2006 (يوم العودة)، قام طالب بالنزول بواسطة الحبل إلى ملعب كرة القدم في فترة الشوط الثاني، وكان يحمل "فأس الحطاب". فيما بعد، كشفت جريدة الطلاب The Trail أن هذه الفأس هي نسخة طبق الأصل للفأس الفعلية، كلفت من قبل إدارة الحكومة الطلابية السابقة دون علم مجلس الطلاب. نحتت نسخة الفأس بعناية لتظهر بالضبط مثل الأصل، باستخدام أكثر من 150 صورة كدليل.
أعيد الخصين الأصلي أخيرًا إلى الرئيس رونالد توماس في عام 2008 من قبل اثنين من الخريجين المجهولين وعرضت في العودة للوطن.

#### الاستدامة
الحرم الجامعي يتميز بتاريخ ملحوظ في مجال الاستدامة. في 10 فبراير 2005، قام الرئيس رونالد آر. توماس بتوقيع إعلان تالوار، ملتزمًا المؤسسة بمعايير معينة تتعلق بالاستدامة. يقوم اللجنة الاستشارية للاستدامة، التي تتألف من هيكل تشغيل يضم متسلسلًا أستاذًا وموظفًا كرئيسي للهيكل، إضافة إلى مزيج من أعضاء هيئة التدريس والموظفين وطلاب العمل التطوعي، بتنظيم معظم الجهود المتعلقة بالاستدامة على الحرم الجامعي. تشمل هذه الجهود:
- قهوة التجارة العادلة : يقدم مقهى Diversions Café الذي يديره الطلاب فقط قهوة التجارة العادلة المزروعة عضويًا. وفي عام 2005، 8,975 رطل (4,071 كـغ) من القهوة استهلكت من قبل الطلاب وأعضاء هيئة التدريس ومجتمع الحرم الجامعي. كانت جامعة بيوجت ساوند أول كلية في الشمال الغربي تقدم قهوة التجارة العادلة حصريًا.[43]
- الانتقال المستدام : ابتداءً من عام 2005، نظمت المؤسسة برنامج انتقال مستدام خلال أسبوع النهائيات. وضعت صناديق القمامة لإعادة تدوير المواد المختلطة بالقرب من جميع قاعات السكن ، مما يسمح للطلاب بإعادة التدوير بدلاً من مجرد التخلص من جميع العناصر غير المرغوب فيها.
- أكواب الاستدامة : عند دخول الكلية في عام 2005، قدمت "كوب الاستدامة" لجميع الطلاب مطبوعًا عليه شعار جامعة بيوجت ساوند. وشُجِّع الطلاب على إعادة استخدام الكوب للحصول على القهوة بدلاً من استخدام الأكواب الورقية.
- نزهة بلا نفايات : أنتجت نزهة عام 2005 للترحيب بالطلاب الجدد وعائلاتهم في الحرم الجامعي كيسًا واحدًا مدهشًا من القمامة لأكثر من 1700 شخص. وقد حققت ذلك باستخدام الورق والمنتجات البلاستيكية القابلة لإعادة التدوير.

في عام 2007، وقع الرئيس توماس نيابة عن المؤسسة، على التزام رؤساء الكليات، والجامعات الأمريكية بقوانين المناخ.

### الاخويات والجمعيات النسائية

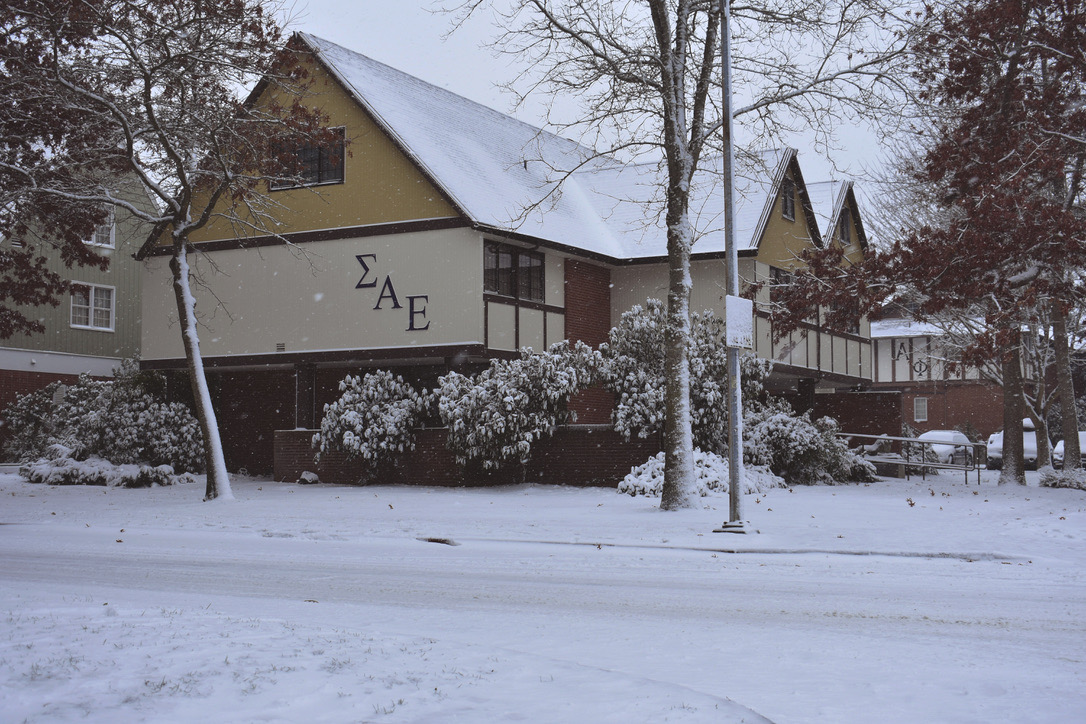
منزل سيجما ألفا إبسيلون، جامعة بيوجت ساوند

جامعة بيوجت ساوند تضم أربع جمعيات إخوة وخمس نسائيات. يشارك 20% من الطلاب الذكور و29% من الطالبات في حياة الجمعيات اليونانية. الإخوة الممثلة تشمل في دلتا ثيتا (1848/1952)، سيغما كاي (1855/1950)، وأعيد قبول سيغما ألفا إبسيلون (1856/2010) وبيتا ثيتا باي (1839/2013) مؤخرًا. النسائيات وجمعيات النساء الممثلة تشمل باي بيتا فاي (1867)، كابا ألفا ثيتا (1870)، ألفا فاي (1872)، جاما فاي بيتا (1874)، ودلتا دلتا دلتا (1888). جامعة بيوجت ساوند تتبنى نهج "التوظيف المؤجل"، مما يعني أن الإخوة والنسائيات وأعضاؤهم غير مسموح لهم بالتواصل الرسمي مع الطلاب الجدد خارج الصفوف أو الأنشطة الرياضية أو نوادي الطلاب حتى حدث التوظيف المنظم في أول أسبوعين من فصل الربيع. لا يُسمح للطلاب الجدد بالانضمام إلى فصيل إخوة حتى يناير. في الخريف، يُسمح للفصائل بتقديم "عروض فورية" للطلاب الكبار، بالإضافة إلى المشاركة في حدث توظيف الخريف الذي يكون مخصصًا فقط للطلاب الكبار. تقام حفلة سنوية تدعى "كروسوفر" في الأسبوع الثالث من فصل الربيع، حيث يشارك أعضاء مجتمع الجمعيات اليونانية في يوم كامل من الاحتفال لتكريم الأعضاء الجدد أثناء ركضهم عبر الحقل نحو إخوتهم المختارين.
تعد المؤسسة واحدة من خمس كليات مستقلة فقط في الشمال الغربي حصلت على ميثاق فاي بيتا كابا، والتي تدعي أنها مجتمع الشرف الأكاديمي الأكثر شهرة في البلاد.
كانت العديد من المنظمات الأخرى في السابق، بما في ذلك سيجما نو، وثيتا تشي، وكابا سيجما، وتشي أوميغا، وكابا كابا جاما ممثلة في الحرم الجامعي، ولكن أغلقت جميع هذه الفصول لعدة أسباب.

### الإعلام
إذاعة KUPS 90.1FM (الصوت) هي إذاعة جامعية تديرها الطلاب، غير تجارية، تعليمية، بدأت عام 1968. في عام 2002، بدأت KUPS ببث برامجها المباشرة عبر الإنترنت للعالم. تبث الإذاعة على مدار 24 ساعة في اليوم، 7 أيام في الأسبوع، وتخدم منطقة تاكوما الكبرى ببرامج في مجموعة متنوعة من الأنواع الموسيقية. حصلت KUPS على جوائز مختلفة خلال سنوات بثها. في عام 2005، اختير KUPS من قبل مراجعة برينستون باحتسابها واحدة من أفضل محطات الراديو الجامعية في البلاد (#12). وفي عام 2007، صنفت KUPS في المرتبة 9 بوصفها واحدة من أفضل عشر محطات راديو جامعية في البلاد بوصفها من قبل مراجعة برينستون. وفي ربيع عام 2010، قدمت MTV لـ KUPS اللقب الوطني لأفضل محطة راديو جامعية في حفل توزيع جوائز MTVu Woodie. في خريف عام 2011، صنفت KUPS في المركز الثالث في قائمة "10 محطات راديو جامعية رائعة" في صحيفة واشنطن بوست.
"The Trail" أو الدرب، هي منظمة طلابية مستقلة يديرها الطلاب، وتقدم لطلاب جامعة بيوجت ساوند وأعضاء هيئة التدريس والموظفين، وكذلك المجتمع المحلي، جريدة أسبوعية موثوقة تعتبر مصدرًا شاملًا للمعلومات والترفيه والحوار ذي الصلة بجمهور قرائها. يقدم ذا ترايل فرصًا للطلاب المهتمين بصحافة الأخبار ويعمل كسجل أرشيفي للمؤسسة.
التيارات المتقاطعة (Crosscurrents)، هو مجلة الأدب والفنون التابعة للمدرسة وتأسست في عام 1957. تُنشر "التيارات المتقاطعة" مرتين خلال السنة الأكاديمية، مرة خلال فصل الخريطة ومرة خلال فصل الربيع. المجلات مجانية للمجتمع الجامعي. تديرها الطلاب وتنشر أعمال فنية للطلاب، بالإضافة إلى التصوير الفوتوغرافي والنثر والشعر، وقطع فنية متنوعة أحيانًا. تتميز "التيارات المتقاطعة" أيضًا بوجود فنان أو كاتب ضيف في كل عدد، وعادةً ما يكون شخصًا بارزًا من شمال الغرب الهادئ تجري مقابلته حول أعماله.
الأراضي الرطبة (Wetlands)، هي مجلة ينظمها الطلاب وتركز على الاستكشاف الجنسي، والتعبير الجنسي لتشجيع المحادثات الشاملة والمفتوحة عبر مجتمع الحرم الجامعي.
العناصر (Elements)، هي مجلة العلوم التي تديرها الطلاب في المدرسة. تُنشر "العناصر" مرتين خلال العام الأكاديمي، وتحتوي في المقام الأول على مقالات الطلاب حول العلوم والبحث والرياضيات والبيئة والتكنولوجيا، بالإضافة إلى أعمال فنية من إبداع الطلاب. نسخ "العناصر" مجانية وتُوزع في نهاية فصل الخريف وفصل الربيع.
"Black Ice" (أو مجلة الاتحاد الطلابي الأسود) هي مجلة طلابية مخصصة للقضايا التي تهدف إلى تحسين أوضاع جميع الطلاب من ذوي الألوان. تنشر المجلة بواسطة الاتحاد الطلابي الأسود، الذي تأسس في عام 1968، مما يجعله واحدًا من أقدم الأندية في المؤسسة.

## روابط خارجية
- الموقع الرسمي
- Official athletics website